# 에이미 멀린스
에이미 멀린스(Aimee Mullins, 1976년 7월 20일 ~ )는 미국의 장애인 육상 선수, 배우, 모델이다.
종아리뼈가 없이 태어나 1세 때 무릎 아래를 절단했으며 그 이후로 1세때부터 의족을 착용했다. 고향 앨런타운에서 소년기를 보낸 후, 워싱턴에 있는 조지타운 대학교를 졸업했다. 대학교 때 전미 대학 경기 협회(NCAA)의 육상 경기에 참여, NCAA의 경기에 참여한 최초의 장애인이 되었다. 1996년 하계 패럴림픽에도 참가하였으나 육상 100m에서는 예선 탈락, 멀리뛰기에서는 7위를 차지하는데 그쳤다.